# 칼 오스번

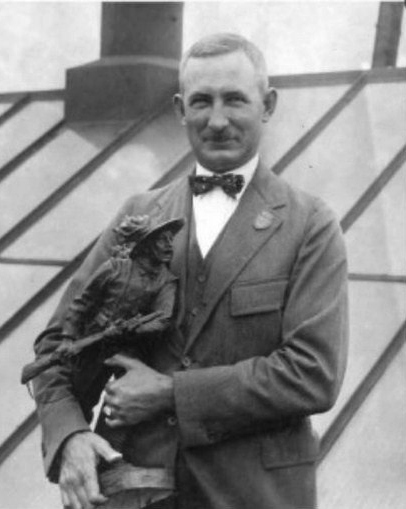
칼 오스번

칼 타운센드 오스번(Carl Townsend Osburn, 1984년 5월 5일~1966년 12월 28일)은 미국 오하이오주 잭슨타운 출신의 미국 해군 장교이자 스포츠 사격 선수였다. 1906년 미국 해군사관학교를 졸업한 후 오스번은 해군 중령까지 진급했으며, 1912년 하계 올림픽, 1920년 하계 올림픽, 1924년 하계 올림픽에 출전하여 금메달 5개(개인전 금메달 2개 포함), 은메달 4개, 동메달 2개 등 총 11개의 올림픽 메달을 획득했다. 개인전과 단체전을 모두 고려하면 올림픽에서 가장 성공한 사격 선수로 기록된다. 총 11개의 메달은 1972년 마크 스피츠가 동점 기록을 세운 후 마이클 펠프스가 이 기록을 깰 때까지 올림픽에서 미국 대표 남자 선수 중 최다 메달 수상자로 기록되었다.